# Bâtiment du premier corps de Cadets
 (octobre 2024).
Le bâtiment du Premier corps de Cadets est un monument architectural situé à Saint-Pétersbourg.
Long de plus de 160 mètres, il est situé sur le domaine d'Alexandre Menchikov, et fait partie de l'ensemble des monuments architecturaux d'importance fédérale du même nom. L'ensemble comprend également le palais Menchikov, une blanchisserie à vapeur avec une salle de séchage et deux bâtiments résidentiels (Objet n° 7810176000).

## Histoire
Le territoire du domaine et le palais qui s'y trouve furent transférés à la disposition du premier corps de cadets de Saint-Pétersbourg en 1732. Il était impossible d'héberger le personnel et les étudiants dans le palais existant, c'est pourquoi la construction de nouveaux bâtiments a commencé.
Au sud du site se trouvait un bâtiment construit par Mikhaïl Zemtsov. A sa place, dans les années 1730-1740, une maison à deux étages a été construite selon le projet de Domenico Trezzini, un bâtiment antérieur étant inclus dans la construction. Dans les années 1750, le marchand Shemyakin a construit une maison en pierre au nord du site, qui est devenue la propriété du bâtiment et a été reconstruite dans les années 1770 dans le style du classicisme précoce. Il existe une théorie non documentée selon laquelle l'auteur du projet de construction était Vassili Bajenov ou Vallin de La Mothe. Il y avait un écart entre les bâtiments nord et sud le long de la ligne Kadet, occupée auparavant par la maison de A. Volkov, construite dans les mêmes années 1770 ; cette partie du bâtiment est décorée de façon extrêmement modeste.
Le bâtiment est unique dans sa composition et n'a pas d'analogue dans l'architecture moderne de la ville. Le centre de la façade est souligné par un portique avec quatre paires de colonnes ioniques reposant sur des socles. Les ailes latérales, situées symétriquement à l'axe central de la façade, sont également ornées de portiques à quatre colonnes. Le portique de la partie sud du bâtiment a été construit en 1938 par K. D. Khalturin, en même temps que l'architecte reconstruisait le hall et la salle de la cathédrale (Assemblée). Avant cette restructuration, le bâtiment, long de plus de 160 mètres, n'avait pas accès à la ligne Kadetskaya.
En 1804, la première montgolfière russe a été lancée depuis le terrain de parade du Corps pour mener des expériences scientifiques. En 1898, le premier match officiel de football russe a eu lieu sur le terrain d'armes entre l'équipe du « Cercle des amateurs de sport de Saint-Pétersbourg » (Russie) et du « Cercle des joueurs de football Vasileostrovsky » (Angleterre), ce dernier gagnant sur un score de 6-0.
Après l'abolition du Corps en 1918 et jusqu'en 1920, le bâtiment abritait les troisièmes cours finlandais de l'Armée rouge et la première école d'infanterie de Petrograd, puis dans les années 1920-1930, l'École militaire internationale unie, l'École militaro-politique de Leningrad Engels, l'Institut de microbiologie vétérinaire de l'Armée rouge, l'Institut d'étude de l'Arctique et de l'Antarctique et le Musée de l'Arctique. En 2012, les bâtiments ont été cédés à l'Université d'État de Saint-Pétersbourg. Il est prévu de les utiliser comme bâtiments pédagogiques, un réaménagement partiel sera réalisé et deux ailes de service de l'ère soviétique seront démantelées.

## Galerie

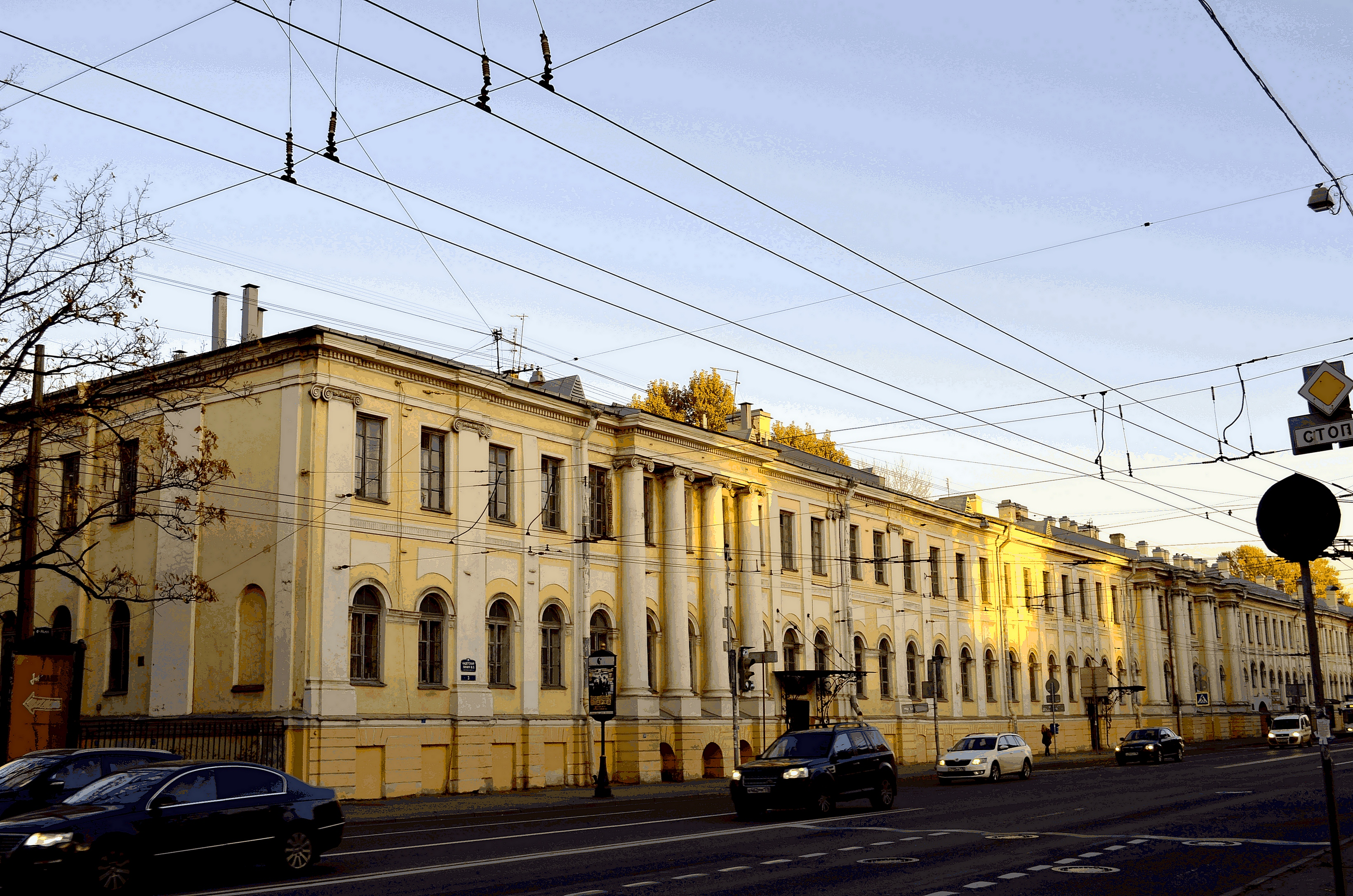
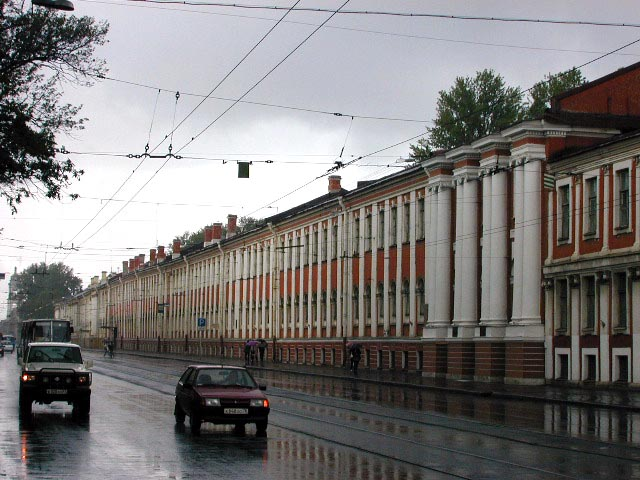